# Copa de Austria
La Copa de Austria (en alemán: ÖFB-Cup - Österreichischen Fußball-Bundes), conocida como UNIQA ÖFB Cup por razones de patrocinio, es un torneo de fútbol por eliminación directa que se disputa anualmente en Austria, fue fundado en 1919 y es organizado por la Federación Austríaca de Fútbol.
El equipo campeón accede a la tercera ronda de clasificación de la Liga Europa de la UEFA.

## Historia
La primera edición tuvo lugar en la temporada 1918-19, hasta la temporada de 1936 solo la disputaron equipos de la capital Viena y alrededores.
Durante el período de 1939 a 1945 Austria quedó incorporada a Alemania en el Anschluss, por lo que sus clubes quedaron insertos en las Copa de Alemania. Reanudada la competencia en 1946 fue descontinuada en 1949 y solo se reanudó después de una década.
La ÖFB-Cup, desde 1959 hasta la actualidad, se ha celebrado de forma continua, a excepción de la edición 2008, donde se excluyeron los equipos profesionales, para que los jugadores pudiesen prepararse adecuadamente para el Campeonato de Europa.
El equipo ganador obtuvo hasta la temporada 1998 la clasificación a la Recopa de Europa y posteriormente a la UEFA Europa League.
El equipo más exitoso es el Austria Viena con 27 copas, seguido del Rapid Viena con 14 y del Wacker Innsbruck con 7.
En la edición 2012-13 el FC Pasching se convirtió en el primer equipo de la tercera división en ganar la copa, venciendo en la final al Austria de Viena 1-0.

## Finales de Copa
| Temporada | Campeón                                            | Resultado                                          | Finalista                                          | Sede de la final                                           |                                                    |
| --------- | -------------------------------------------------- | -------------------------------------------------- | -------------------------------------------------- | ---------------------------------------------------------- | -------------------------------------------------- |
| 1919      | Rapid Viena                                        | 3 - 0                                              | Wiener Sport-Club                                  | Hütteldorfer Platz                                         |                                                    |
| 1920      | Rapid Viena                                        | 5 - 2                                              | Amateure Viena                                     | Simmeringer Had                                            |                                                    |
| 1921      | Amateure Viena                                     | 2 - 1                                              | Wiener Sport-Club                                  | Hohe Warte Stadion, Viena                                  |                                                    |
| 1922      | Wiener AF                                          | 2 - 1                                              | Amateure Viena                                     | Hohe Warte Stadion, Viena                                  |                                                    |
| 1923      | Wiener Sport-Club                                  | 3 - 1                                              | Wacker Viena                                       | Hohe Warte Stadion, Viena                                  |                                                    |
| 1924      | Amateure Viena                                     | 4 - 4 (8-6 pen.)                                   | Slovan Viena                                       | Simmeringer Had                                            |                                                    |
| 1925      | Austria Viena                                      | 3 - 1                                              | First Vienna                                       | Hohe Warte Stadion, Viena                                  |                                                    |
| 1926      | Austria Viena                                      | 4 - 3                                              | First Vienna                                       | Hohe Warte Stadion, Viena                                  |                                                    |
| 1927      | Rapid Viena                                        | 3 - 0                                              | Austria Viena                                      | Hohe Warte Stadion, Viena                                  |                                                    |
| 1928      | Admira Viena                                       | 2 - 1                                              | Wiener AC                                          | Hohe Warte Stadion, Viena                                  |                                                    |
| 1929      | First Vienna                                       | 3 - 2                                              | Rapid Viena                                        | Hohe Warte Stadion, Viena                                  |                                                    |
| 1930      | First Vienna                                       | 1 - 0                                              | Austria Viena                                      | Pfarrwiese, Viena                                          |                                                    |
| 1931      | Wiener AC                                          | 16 ptos. - 15 ptos.                                | Austria Viena                                      | (Sistema de Liga)                                          |                                                    |
| 1932      | Admira Viena                                       | 6 - 1                                              | Wiener AC                                          | Wiener Stadion, Viena                                      |                                                    |
| 1933      | Austria Viena                                      | 1 - 0                                              | Brigittenauer AC                                   | Wiener Stadion, Viena                                      |                                                    |
| 1934      | Admira Viena                                       | 8 - 0                                              | Rapid Viena                                        | Wiener Stadion, Viena                                      |                                                    |
| 1935      | Austria Viena                                      | 5 - 1                                              | Wiener AC                                          | Wiener Stadion, Viena                                      |                                                    |
| 1936      | Austria Viena                                      | 3 - 0                                              | First Vienna                                       | Wiener Stadion, Viena                                      |                                                    |
| 1937      | First Vienna                                       | 2 - 0                                              | Wiener Sport-Club                                  | Wiener Stadion, Viena                                      |                                                    |
| 1938      | Wiener AC                                          | 1 - 0                                              | Wiener Sport-Club                                  | Wiener Stadion, Viena                                      |                                                    |
| 1939-45   | Clubes austríacos insertos en la Copa de Alemania. | Clubes austríacos insertos en la Copa de Alemania. | Clubes austríacos insertos en la Copa de Alemania. | Clubes austríacos insertos en la Copa de Alemania.         | Clubes austríacos insertos en la Copa de Alemania. |
| 1945-46   | Rapid Viena                                        | 2 - 1                                              | First Vienna                                       | Wiener Stadion, Viena                                      |                                                    |
| 1946-47   | Wacker Viena                                       | 4 - 3                                              | Austria Viena                                      | Wiener Stadion, Viena                                      |                                                    |
| 1947-48   | Austria Viena                                      | 2 - 0                                              | Sturm Graz                                         | Wiener Stadion, Viena                                      |                                                    |
| 1948-49   | Austria Viena                                      | 5 - 2                                              | Vorwärts Steyr                                     | Wiener Stadion, Viena                                      |                                                    |
| 1950-57   | No disputada.                                      | No disputada.                                      | No disputada.                                      | No disputada.                                              |                                                    |
| 1958-59   | Wiener AC                                          | 2 - 0                                              | Rapid Viena                                        | Praterstadion, Viena                                       |                                                    |
| 1959-60   | Austria Viena                                      | 4 - 2                                              | Rapid Viena                                        | Praterstadion, Viena                                       |                                                    |
| 1960-61   | Rapid Viena                                        | 3 - 1                                              | First Vienna                                       | Praterstadion, Viena                                       |                                                    |
| 1961-62   | Austria Viena                                      | 4 - 1                                              | Grazer AK                                          | Praterstadion, Viena                                       |                                                    |
| 1962-63   | Austria Viena                                      | 1 - 0                                              | Linzer ASK                                         | Praterstadion, Viena                                       |                                                    |
| 1963-64   | Admira Viena                                       | 1 - 0                                              | Austria Viena                                      | Praterstadion, Viena                                       |                                                    |
| 1964-65   | Linzer ASK                                         | 1 - 0 / 1 - 1                                      | 1. Wiener Neustädter                               | Stadion Wiener Neustadt, Viena / Linzer Stadion, Linz      |                                                    |
| 1965-66   | Admira Viena                                       | 1 - 0                                              | Rapid Viena                                        | Praterstadion, Viena                                       |                                                    |
| 1966-67   | Austria Viena                                      | 1 - 2 / 1 - 0                                      | Linzer ASK                                         | Linzer Stadion, Linz / Hohe Warte Stadion, Viena           |                                                    |
| 1967-68   | Rapid Viena                                        | 2 - 0                                              | Grazer AK                                          | Praterstadion, Viena                                       |                                                    |
| 1968-69   | Rapid Viena                                        | 2 - 1                                              | Wiener Sport-Club                                  | Praterstadion, Viena                                       |                                                    |
| 1969-70   | Wacker Innsbruck                                   | 1 - 0                                              | Linzer ASK                                         | Bundesstadion Südstadt, Viena                              |                                                    |
| 1970-71   | Austria Viena                                      | 2 - 1                                              | Rapid Viena                                        | Praterstadion, Viena                                       |                                                    |
| 1971-72   | Rapid Viena                                        | 1 - 2 / 3 - 1                                      | Wiener Sport-Club                                  | Wiener Sportclub-Platz / Pfarrwiese, Viena                 |                                                    |
| 1972-73   | Wacker Innsbruck                                   | 1 - 0 / 1 - 2 (v.)                                 | Rapid Viena                                        | Estadio Tivoli, Innsbruck / Praterstadion, Viena           |                                                    |
| 1973-74   | Austria Viena                                      | 2 - 1 / 1 - 1                                      | Austria Salzburgo                                  | Praterstadion, Viena / Lehener Stadion, Salzburgo          |                                                    |
| 1974-75   | Wacker Innsbruck                                   | 3 - 0 / 0 - 2                                      | Sturm Graz                                         | Estadio Tivoli, Innsbruck / Liebenauer Stadion, Graz       |                                                    |
| 1975-76   | Rapid Viena                                        | 1 - 2 / 1 - 0                                      | Wacker Innsbruck                                   | Estadio Tivoli, Innsbruck / Praterstadion, Viena           |                                                    |
| 1976-77   | Austria Viena                                      | 1 - 0 / 3 - 0                                      | Wiener Sport-Club                                  | Wiener Sportclub-Platz / Estadio Gerhard Hanappi, Viena    |                                                    |
| 1977-78   | Wacker Innsbruck                                   | 1 - 1 / 2 - 1                                      | Vöest Linz                                         | Linzer Stadion, Linz / Estadio Tivoli, Innsbruck           |                                                    |
| 1978-79   | Wacker Innsbruck                                   | 1 - 0 / 1 - 1                                      | Admira Wacker                                      | Estadio Tivoli, Innsbruck / Bundesstadion Südstadt, Viena  |                                                    |
| 1979-80   | Austria Viena                                      | 0 - 1 / 2 - 0                                      | Austria Salzburgo                                  | Lehener Stadion, Salzburgo / Praterstadion, Viena          |                                                    |
| 1980-81   | Grazer AK                                          | 0 - 1 / 2 - 0                                      | Austria Salzburgo                                  | Lehener Stadion, Salzburgo / Liebenauer Stadion, Graz      |                                                    |
| 1981-82   | Austria Viena                                      | 1 - 0 / 3 - 1                                      | Wacker Innsbruck                                   | Estadio Tivoli, Innsbruck / Franz-Horr-Stadion, Viena      |                                                    |
| 1982-83   | Rapid Viena                                        | 3 - 0 / 5 - 0                                      | Wacker Innsbruck                                   | Estadio Gerhard Hanappi, Viena / Estadio Tivoli, Innsbruck |                                                    |
| 1983-84   | Rapid Viena                                        | 1 - 3 / 2 - 0                                      | Austria Viena                                      | Praterstadion, Viena / Estadio Gerhard Hanappi, Viena      |                                                    |
| 1984-85   | Rapid Viena                                        | 3 - 3 (6-5 pen.)                                   | Austria Viena                                      | Estadio Gerhard Hanappi, Viena                             |                                                    |
| 1985-86   | Austria Viena                                      | 6 - 4                                              | Rapid Viena                                        | Estadio Gerhard Hanappi, Viena                             |                                                    |
| 1986-87   | Rapid Viena                                        | 2 - 0 / 2 - 2                                      | Swarovski Tirol                                    | Estadio Gerhard Hanappi, Viena / Estadio Tivoli, Innsbruck |                                                    |
| 1987-88   | Kremser SC                                         | 2 - 0 / 1 - 3                                      | Swarovski Tirol                                    | Kremser Stadion / Estadio Tivoli, Innsbruck                |                                                    |
| 1988-89   | Swarovski Tirol                                    | 0 - 2 / 6 - 2                                      | Admira Wacker                                      | Bundesstadion Südstadt / Estadio Tivoli, Innsbruck         |                                                    |
| 1989-90   | Austria Viena                                      | 1 - 1 (3-1 pen.)                                   | Rapid Viena                                        | Praterstadion, Viena                                       |                                                    |
| 1990-91   | SV Stockerau                                       | 2 - 1                                              | Rapid Viena                                        | Praterstadion, Viena                                       |                                                    |
| 1991-92   | Austria Viena                                      | 1 - 0                                              | Admira Wacker                                      | Praterstadion, Viena                                       |                                                    |
| 1992-93   | Wacker Innsbruck                                   | 3 - 1                                              | Rapid Viena                                        | Estadio Ernst Happel, Viena                                |                                                    |
| 1993-94   | Austria Viena                                      | 4 - 0                                              | FC Linz                                            | Estadio Ernst Happel, Viena                                |                                                    |
| 1994-95   | Rapid Viena                                        | 1 - 0                                              | DSV Leoben                                         | Estadio Ernst Happel, Viena                                |                                                    |
| 1995-96   | Sturm Graz                                         | 3 - 1                                              | Admira Wacker                                      | Estadio Ernst Happel, Viena                                |                                                    |
| 1996-97   | Sturm Graz                                         | 2 - 1                                              | First Vienna                                       | Estadio Ernst Happel, Viena                                |                                                    |
| 1997-98   | SV Ried                                            | 3 - 1                                              | Sturm Graz                                         | Estadio Gerhard Hanappi, Viena                             |                                                    |
| 1998-99   | Sturm Graz                                         | 1 - 1 (5-3 pen.)                                   | LASK Linz                                          | Estadio Ernst Happel, Viena                                |                                                    |
| 1999-00   | Grazer AK                                          | 2 - 2 (6-5 pen.)                                   | Austria Salzburgo                                  | Estadio Ernst Happel, Viena                                |                                                    |
| 2000-01   | FC Kärnten                                         | 1 - 1 (2-1 pen.)                                   | Tirol Innsbruck                                    | Estadio Ernst Happel, Viena                                |                                                    |
| 2001-02   | Grazer AK                                          | 3 - 2                                              | Sturm Graz                                         | Estadio Arnold Schwarzenegger, Graz                        |                                                    |
| 2002-03   | Austria Viena                                      | 3 - 0                                              | FC Kärnten                                         | Estadio Arnold Schwarzenegger, Graz                        |                                                    |
| 2003-04   | Grazer AK                                          | 3 - 3 (8-7 pen.)                                   | Austria Viena                                      | Stadion Wals-Siezenheim, Salzburgo                         |                                                    |
| 2004-05   | Austria Viena                                      | 3 - 1                                              | Rapid Viena                                        | Estadio Ernst Happel, Viena                                |                                                    |
| 2005-06   | Austria Viena                                      | 3 - 0                                              | SV Mattersburg                                     | Estadio Ernst Happel, Viena                                |                                                    |
| 2006-07   | Austria Viena                                      | 2 - 1                                              | SV Mattersburg                                     | Estadio Gerhard Hanappi, Viena                             |                                                    |
| 2007-08   | SV Horn                                            | 1 - 1 / 2 - 1                                      | SV Feldkirchen                                     | (Solamente clubes amateur)                                 |                                                    |
| 2008-09   | Austria Viena                                      | 1 - 1 (3-1 pen.)                                   | Admira Wacker                                      | Pappelstadion, Mattersburg                                 |                                                    |
| 2009-10   | Sturm Graz                                         | 1 - 0                                              | Wiener Neustadt                                    | Wörthersee Stadion, Klagenfurt                             |                                                    |
| 2010-11   | SV Ried                                            | 2 - 0                                              | Austria Lustenau                                   | Estadio Ernst Happel, Viena                                |                                                    |
| 2011-12   | Red Bull Salzburgo                                 | 3 - 0                                              | SV Ried                                            | Estadio Ernst Happel, Viena                                |                                                    |
| 2012-13   | FC Pasching                                        | 1 - 0                                              | Austria Viena                                      | Estadio Ernst Happel, Viena                                |                                                    |
| 2013-14   | Red Bull Salzburgo                                 | 4 - 2                                              | SKN St. Pölten                                     | Wörthersee Stadion, Klagenfurt                             |                                                    |
| 2014-15   | Red Bull Salzburgo                                 | 2 - 0                                              | Austria Viena                                      | Wörthersee Stadion, Klagenfurt                             |                                                    |
| 2015-16   | Red Bull Salzburgo                                 | 5 - 0                                              | Admira Wacker                                      | Wörthersee Stadion, Klagenfurt                             |                                                    |
| 2016-17   | Red Bull Salzburgo                                 | 2 - 1                                              | Rapid Viena                                        | Wörthersee Stadion, Klagenfurt                             |                                                    |
| 2017-18   | Sturm Graz                                         | 1 - 0                                              | Red Bull Salzburgo                                 | Wörthersee Stadion, Klagenfurt                             |                                                    |
| 2018-19   | Red Bull Salzburgo                                 | 2 - 0                                              | Rapid Viena                                        | Wörthersee Stadion, Klagenfurt                             |                                                    |
| 2019-20   | Red Bull Salzburgo                                 | 5 - 0                                              | Austria Lustenau                                   | Wörthersee Stadion, Klagenfurt                             |                                                    |
| 2020-21   | Red Bull Salzburgo                                 | 3 - 0                                              | LASK                                               | Wörthersee Stadion, Klagenfurt                             |                                                    |
| 2021-22   | Red Bull Salzburgo                                 | 3 - 0                                              | SV Ried                                            | Wörthersee Stadion, Klagenfurt                             |                                                    |
| 2022-23   | Sturm Graz                                         | 2 - 0                                              | Rapid Viena                                        | Wörthersee Stadion, Klagenfurt                             |                                                    |
| 2023-24   | Sturm Graz                                         | 2 - 1                                              | Rapid Viena                                        | Wörthersee Stadion, Klagenfurt                             |                                                    |
| 2024-25   | Wolfsberger AC                                     | 1 - 0                                              | TSV Hartberg                                       | Wörthersee Stadion, Klagenfurt                             |                                                    |

## Títulos por club
| Club                      | Títulos | Subtítulos | Años Campeón |
| ------------------------- | ------- | ---------- | --- |
| Austria Viena             | 27      | 12         | 1921, 1924, 1925, 1926, 1933, 1935, 1936, 1948, 1949, 1960, 1962, 1963, 1967, 1971, 1974, 1977, 1980, 1982, 1986, 1990, 1992, 1994, 2003, 2005, 2006, 2007, 2009 |
| Rapid Viena               | 14      | 15         | 1919, 1920, 1927, 1946, 1961, 1968, 1969, 1972, 1976, 1983, 1984, 1985, 1987, 1995                                                                               |
| Red Bull Salzburgo (3)    | 9       | 5          | 2012, 2014, 2015, 2016, 2017, 2019, 2020, 2021, 2022 |
| Wacker Innsbruck (1)      | 7       | 6          | 1970, 1973, 1975, 1978, 1979, 1989, 1993 |
| Sturm Graz                | 7       | 4          | 1996, 1997, 1999, 2010, 2018, 2023, 2024 |
| Admira Wacker Mödling (2) | 6       | 7          | 1928, 1932, 1934, 1947, 1964, 1966 |
| Grazer                    | 4       | 2          | 1981, 2000, 2002, 2004 |
| First Vienna              | 3       | 6          | 1929, 1930, 1937 |
| Wiener                    | 3       | 3          | 1931, 1938, 1959 |
| Ried                      | 2       | 2          | 1998, 2011 |
| Wiener Sport-Club         | 1       | 7          | 1923 |
| LASK Linz                 | 1       | 5          | 1965 |
| FC Kärnten                | 1       | 1          | 2001 |
| Wiener AF                 | 1       | -          | 1922 |
| Kremser SC                | 1       | -          | 1988 |
| SV Stockerau              | 1       | -          | 1991 |
| SV Horn                   | 1       | -          | 2008 |
| FC Pasching               | 1       | -          | 2013 |
| Wolfsberger AC            | 1       | -          | 2025 |
| FC Linz                   | -       | 2          | –-- |
| SV Mattersburg            | -       | 2          | –-- |
| SC Wiener Neustadt        | -       | 2          | –-- |
| SC Austria Lustenau       | -       | 2          | –-- |
| SK Slovan Viena           | -       | 1          | –-- |
| Brigittenauer AC          | -       | 1          | –-- |
| SK Vorwärts Steyr         | -       | 1          | –-- |
| DSV Leoben                | -       | 1          | –-- |
| SV Feldkirchen            | -       | 1          | –-- |
| SKN St. Pölten            | -       | 1          | --- |
| TSV Hartberg              | -       | 1          | --- |

- (1) FC Wacker Innsbruck (incluye FC Swarovski Tirol y FC Tirol Innsbruck)
- (2) FC Admira Wacker Mödling (incluye Admira Viena, Wacker Viena y Admira Wacker Viena)
- (3) Red Bull Salzburgo (incluye Austria Salzburgo hasta 2005)